# Jungfrau-Aletsch-Bietschhorn
Jungfrau-Aletsch-Bietschhorn es un conjunto de montañas, valles y glaciares de los Alpes suizos, declarado Patrimonio de la Humanidad por la Unesco, delimitados al norte por el valle de Grindelwald (en el cantón de Berna) y al sur por el valle del río Ródano (en el cantón del Valais).

## Historia
El carácter actual del sitio es el resultado de 1000 millones de años de historia de la tierra. Las particularidades petrográficas y las coacciones tectónicas han dado la “masa” que habría sido moldeada por los procesos naturales exógenos (véase capítulo de geología). La evolución durante el holoceno fue menor en comparación a los eventos de los períodos anteriores. Al final del dryas más reciente, hace unos 10 ka AP, los glaciares se retiraron para alcanzar más o menos la posición que hoy tienen; desde entonces oscilan al interior de una horquilla, la cual debe ser considerada como mínima a escala plurimilenaria. Sin embargo los glaciares ya han vivido épocas en las cuales tuvieron una extensión menor a la que tienen ahora. 
Los alrededores más o menos inmediatos habían sido habitados en permanencia desde tiempos remotos –celtas, romanos, alamanes- el sitio en sí mismo jamás ha sido habitado durante todo el año; la razón es simple, pues el lugar no se presta, ya que los sitios habitables se encuentran a una gran altura o son inaccesibles en invierno. Las investigaciones sobre la evolución de la vegetación revelaron sin embargo algunas intervenciones humanas en el paisaje a partir de 3,4 ka AP aproximadamente. La economía alpina es conocida en numerosos sitios de Suiza durante la Edad de Bronce. La explotación de pastizales, notablemente en la región de Aletsch, es atestada no solamente por las construcciones y vestigios encontrados, sino también, desde la Baja Edad Media, por documentos que testifican la cesión de los derechos de pastoreo de dicho territorio. Actualmente los únicos edificios habitados en permanencia se encuentran en el Jungfraujoch (última estación del tren y la estación de búsqueda científica). Los restaurantes de pastoreo y las cabañas de montaña no son ocupados durante todo el año. La zona representa un gran interés para el estudio científico sobre el contexto de la historia de los glaciares y los procesos en curso, como el cambio climático.
Después de que quince comunas se hubieran comprometido a adoptar un plan de desarrollo durable apuntando a la distinción de la Unesco, el 28 de junio de 2000, el Consejo Federal suizo envió la candidatura para la inserción del sitio en la lista del Patrimonio de la Humanidad. El sitio fue declarado Patrimonio Natural de la Humanidad el 13 de diciembre de 2001, convirtiéndose en el primer macizo alpino en ser declarado patrimonio natural, con una extensión de 53 900 ha.
En diciembre de 2005, seis nuevas comunas enviaron una petición a la Unesco para que el sitio fuera extendido hacia el Blüemlisalp al oeste y el Aargletscher y Grimsel al este. Finalmente en la 31.ª sesión del comité de la Unesco celebrada en 27 de junio de 2007 aceptó dicha ampliación pasando a proteger una superficie de 82 400 ha con la nueva denominación de Alpes suizos de Jungfrau-Aletsch.

## Geografía

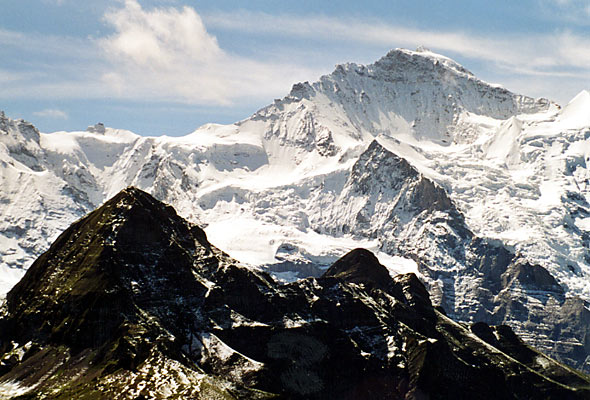
La Jungfrau.

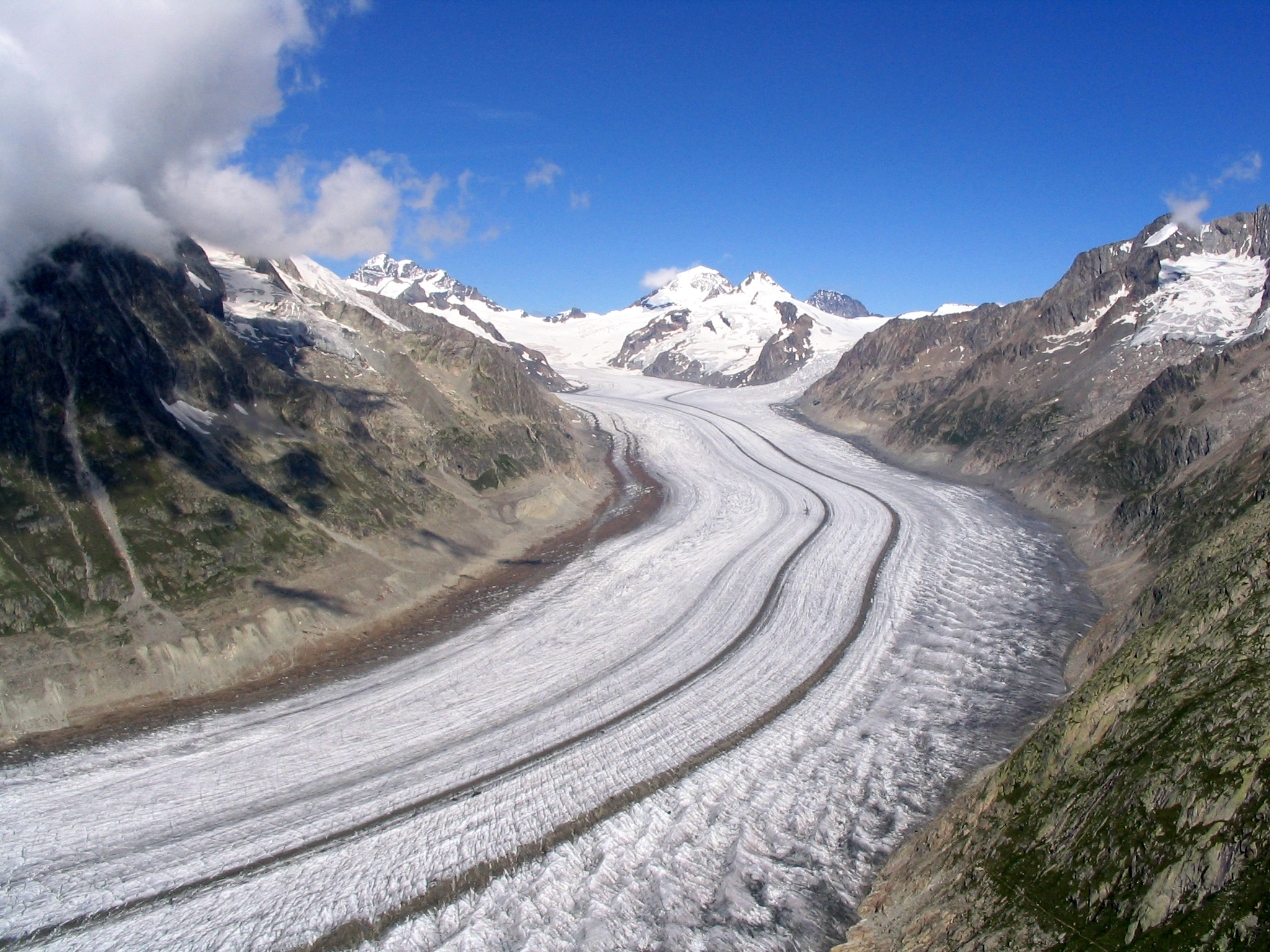
Gran Glaciar de Aletsch.

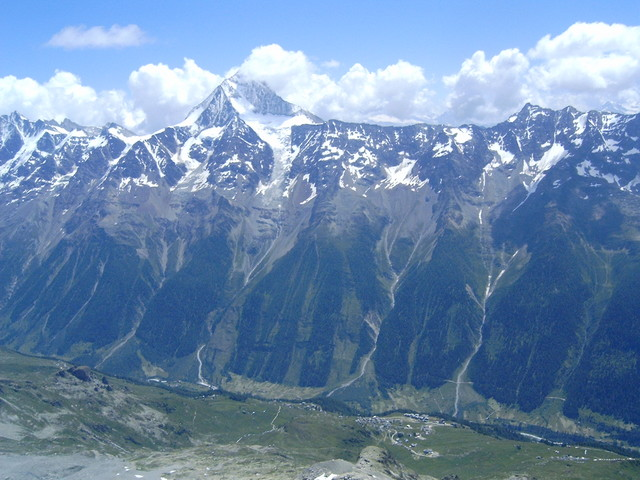
Bietschhorn.

El sitio de la Jungfrau-Aletsch-Bietschorn se encuentra en los Alpes centro-meridionales, a mitad de camino entre las ciudades de Brig e Interlaken. Cubre una superficie de 54.000 hectáreas, de las cuales el 77% pertenecen al cantón del Valais y el otro 23% al cantón de Berna. La altitud varía de 900 metros sobre la vertiente sur hasta los 4274 metros de la cima del Finsteraarhorn. En el sitio nueve cimas sobrepasan los 4000 metros. 
Es la zona más glaciar de los Alpes, comprende el glaciar más grande de Europa y toda una serie de ejemplos clásicos de fenómenos glaciares: valles en U, picos en forma de cuernos y morrenas.  La región presenta rocas cristalinas que datan de hace unos 400 millones de años, que recubren sedimentos de caliza, resultantes de la deriva de la placa tectónica Africana hacia el norte. 
Jungfrau
El macizo del Jungfrau se sitúa al norte, con los picos del Jungfrau (4158 m), el Mönch (4099 m) y el Eiger (3970 m). La cara norte del Eiger es una pared vertical de 1500 m, mítica en el alpinismo por su extrema dificultad y el gran número de escaladores muertos en ella, incluyendo a los aragoneses Alberto Rabadá y Ernesto Navarro en 1963. El acceso al macizo se realiza desde Interlaken hasta Grindelwald, donde se puede subir a un tren de montaña en la Kleine Scheidegg, con un espectacular ascenso que incluye el interior rocoso del Eiger y que llega hasta los 3454 m de la estación de Jungfraujoch. 
La barrera septentrional de los Alpes se centra sobre el Eiger, el Mönch y la Jungfrau y se extiende sobre unos 20 km aproximadamente. Sobre la vertiente sur de la línea divisoria de las aguas alpinas, las fuerzas tectónicas y la erosión glaciar han esculpido una serie de cimas y una red de valles que contienen los dos glaciares más largos de Eurasia occidental.
Aletsch
Al sur de este macizo nace el glaciar Aletsch, el más extenso, largo y profundo de Europa con 23 km de longitud, 120 km² de superficie y 900 m de profundidad (en su punto más bajo), que se dirige primero al sur y gira después hacia al suroeste, terminando el valle, ya sin glaciar en la actualidad, en el valle del Ródano. El glaciar de Fiesch, que también se encuentra en el sitio, es el tercer glaciar de Europa por extensión y por longitud. El fenómeno de decrecida de los dos glaciares es medido y estudiado desde 1892.
La fisiografía de la región está caracterizada por una vertiente norte abrupta y una vertiente sur que desciende dulcemente en pendiente. La cresta alpina sirve de línea divisoria entre las aguas del Aar (tributario del Rin) y del Ródano, los cuales fluyen respectivamente al mar del Norte y el mar Mediterráneo.

## Geología
La mayor parte del sitio hace parte del macizo del Aar y se extiende un poco hacia la capa helvética, en la región de Wengernalp. El macizo del Aar forma parte del cristalino autóctono, es así como se llaman las rocas cristalinas del zócalo europeo que han intervenido en la formación de los Alpes. El macizo del Aar es el mayor conjunto de cristalinos autóctonos de Suiza. Este consta de dos elementos principales, de una parte, el viejo cristalino compuesto de rocas metamórficas y de otra parte intrusiones de granito más recientes. Las rocas del viejo cristalino se formaron hace unos 400 a 450 millones de años a partir de rocas aún más antiguas, durante la orogénesis caledoniana, en el período silúrico. Las intrusiones de granito datan de la orogénesis herciniana, durante el período carbonífero, hace unos 300 a 350 millones de años. Durante la orogénesis alpina, que tuvo lugar en el período terciario hace unos 20 a 40 millones de años, el macizo del Aar sufrió importantes compresiones, algunas brechas y ligeros metamorfismos, pero no estuvo dislocado por la formación de napas, como lo habrían sido los macizos vecinos. Debido a la compresión alpina, una sujeción siempre activa y la fuerte erosión, el macizo del Aar muestra hoy un relieve accidentado característico de una montaña joven, con cimas que sobrepasan a veces los 4000 m de altura. Algunos macizos extraalpinos de edad comparable, como la Selva Negra o los Vosgos, han sido desde hace tiempo aplanados y hoy no son más que relieves atenuados de altitud media. 
Las cimas del Mönch y de la Jungfrau, por ejemplo, se componen de rocas cristalinas recubiertas de sedimentos calizos más recientes. El Eiger por el contrario, aun encontrándose al lado de la Jungfrau y del Mönch, está casi enteramente formado de caliza.  
Las rocas presentes sobre el sitio pueden ser clasificadas grosso modo en: viejos cristalinos, granitos y sedimentos de caliza, estos últimos limitados a la periferia del macizo. Las rocas metamórficas del viejo cristalino dominan en términos de superficie, se trata esencialmente de gneis y de schistes de mica relativamente uniformes, con importantes inclusiones de anfibolito. Son esas rocas las que constituyen todos los cuatro miles de la región: la Jungfrau, el Mönch, el Aletschhorn, el Fieschhorn, el Grünhorn y el Finsteraarhorn, la cima más alta del sitio. Estos dos últimos están constituidos de anfibolita verde, una piedra muy dura y resistente a la erosión, que se formó seguramente a partir de un antiguo basalto oceánico antiguo de aproximadamente 1000 millones de años. 
Sobre la vertiente norte del macizo del Aar, en la parte superior del valle de Lauterbrunnen, se encuentra una roca de granito que encierra una gran cantidad de incrustaciones métricas de gneis, de mármol y de anfibolito. Ese cristalino de Lauterbrunnen, como es llamado localmente, es un migmatito que se formó en la fase terminal de la orogénesis caledoniana fusionándose parcialmente al viejo cristalino. 
| Montaña             | Altura |
| ------------------- | ------ |
| Finsteraarhorn      | 4274 m |
| Aletschhorn         | 4193 m |
| Jungfrau            | 4158 m |
| Mönch               | 4107 m |
| Schreckhorn         | 4078 m |
| Gross Fiescherhorn  | 4049 m |
| Gross Grünhorn      | 4044 m |
| Lauteraarhorn       | 4042 m |
| Hinter Fiescherhorn | 4025 m |

Los granitos del sitio están dispuestos en grandes lamas paralelas separadas por zonas de gneis. Estas lamas se separaron de la gran masa de granito del Grimsel y forman parte del complejo de granito central del Aar, que representa el mayor macizo de granito de Suiza, con una longitud de alrededor de 100 km, un ancho máximo de 9 km y una superficie de unos 500 km². Este granito ha dado lugar a la formación de magníficas montañas como el Bietschhorn, el Nesthorn, el Löschentaler Breithorn, el Schinhorn y el Fusshörner. El Aletschhorn presenta la particularidad de tener en su cima un sombrero de gneis, que no es nada más que una reliquia de viejo cristalino.
La intrusión granítica del Gastern, con una antigüedad de 300 millones de años, es contemporánea del granito del Aar y constituye la terminación noroeste del macizo del Aar. Entre las orogénesis herciniana y alpina, más precisamente durante el mesozoico, el macizo del Aar estuvo cubierto por un mar tropical durante 200 millones de años aproximadamente. Los sedimentos calizos que fueron depositados formaron capas de rocas horizontales de varios kilómetros de espesor sobre el cristalino.  
La disposición actual de esas rocas mesozoicas en la periferia del macizo permiten reconstituir las deformaciones del macizo ligadas a la orogénesis alpina. La compresión y la sujeción del macizo fueron reveladas gracias a: la elevada pendiente de las capas en dirección del valle del Ródano a lo largo de la rampa sur del Lötschberg, la pendiente media en dirección norte en el valle de Lauterbrunnen, así como por la disposición prácticamente vertical de los sedimentos en la región Eiger-Wetterhorn, Grosse Scheidegg. La mayor parte de esta cobertura sedimentaria se alisó hacia el norte durante la orogénesis alpina, creando así las napas helvéticas.

## Clima
Las condiciones climáticas están influenciadas por los vientos dominantes de oeste y por la distribución orográfica de la región (la orientación del macizo), aunque también dependen de la altura. Del lado bernés, el clima es sub-oceánico con precipitaciones anuales más importantes (1420 mm en Grindelwald). Del lado valaisano, el clima es sub-continental en alturas bajas y medias, gracias a la protección de los Alpes berneses al norte y los Alpes peninos al sur, con precipitaciones anuales de 758 mm en Brig. 

## Economía
Actualmente las principales actividades ejercidas en el sitio son, la silvicultura, la economía alpestre, la caza, la búsqueda e investigación científica, la búsqueda de cristales y el turismo. En la antigüedad otras actividades habían sido practicadas, aunque han cesado desde hace tiempos; la más importante era la minería. Minerales de hierro eran extraídos desde comienzos del siglo XVIII en Trachsellauenen, en el Hintere Lauterbrunnental, aunque la explotación fue abandonada en 1805. El granito de Baltschieder recela de venas de cuarzo que contiene molibdeno (MoS2). El molibdeno había sido extraído durante la Segunda Guerra Mundial, aunque en cantidades modestas. La concesión para la explotación de molibdeno y de tungsteno, en el dicho valle ha expirado desde entonces. 
Silvicultura: La silvicultura es globalmente insignificante y confinada a los bordes externos del sitio. No altera el valor natural del sitio. 
Economía alpestre: Localmente se encuentra un poco más desarrollada que la silvicultura, aunque también se encuentra limitada a las márgenes exteriores del sitio. Se crían sobre todo becerras, y vacas lecheras (en menor cantidad), así como ovejas y algunas cabras valaisanas de cuello negro. Las directivas van en general en sentido de una economía alpestre durable, pero la explotación se encuentra más bien en declive. La esperada migración del lobo podría entrar en conflicto con la crianza de ovejas. 
Caza: Anteriormente se cazaba para alimentarse, lo que habría afectado considerablemente las poblaciones de caza. Diferentes especies, como el montés, el ciervo común, el corzo, el lobo, el oso, el lince y el quebrantahuesos han sido exterminados o han visto su población disminuir drásticamente. Sin embargo la situación ha evolucionado de manera decisiva. Los ungulados son ahora cazados solamente fuera de los distritos francos, con excepción del montés, para el cual la caza está limitada a tiros de regulación según la ordenanza sobre la regulación de poblaciones de monteses. 
La caza es practicada según un sistema de patentes (licencias), en el cantón de Berna, así como en el del Valais. Para estar autorizado a cazar, se tiene que haber pasado un examen. Las liebres y algunas aves son protegidas en el cantón de Berna, mas no en el Valais; la mayoría de especies son beneficiarias de períodos de protección, determinados por un plan federal que los cantones pueden prolongar. 

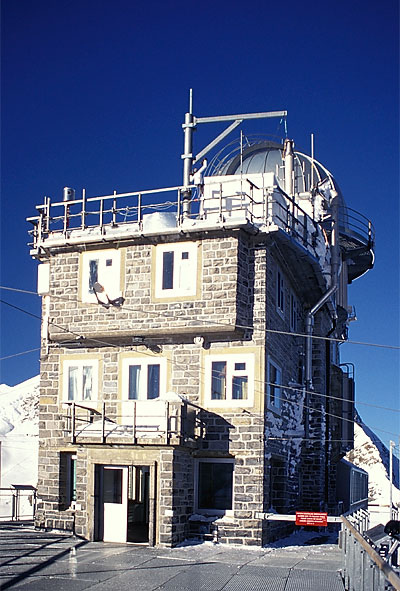
Observatorio astronómico Sphinx.

Búsqueda científica: Una estación científica de altitud se encuentra situada en el Jungfraujoch. La estación se encuentra a más de 3500 metros de altura. Único en Europa, el servicio de transporte permanente de la ferrovía de la Jungfrau ofrece excelentes condiciones de búsqueda, notablemente en los dominios de la física del medio ambiente, la física de la atmósfera terrestre y solar, y la astronomía. El conjunto del sitio, hace objeto, en diversos grados de búsquedas en disciplinas muy variadas como la geología, la glaciología, la geomorfología, la botánica, la zoología o el turismo. Estos trabajos han contribuido a aumentar la notoriedad del sitio y a mejorar la toma de conciencia de los valores naturales. 
Búsqueda de cristales: Las rajaduras y grietas, conocidas como grietas de tensión, se abrieron bajo apremios tectónicos inherentes durante la orogénesis alpina. Fueron atravesadas por las soluciones calientes, de las cuales cristales individuales se fueron formando durante el enfriamiento que se siguió. Se sabe especialmente del cuarzo -que reviste a menudo la forma de cuarzo negro- y también de algunas otras piedras. La investigación de cristales, en general como ocio, tiene una larga tradición en el área. Sin embargo nunca ha habido una explotación minera, lo que significa que sitios de extracción de gran extensión no se deben tomar en consideración.

### Turismo

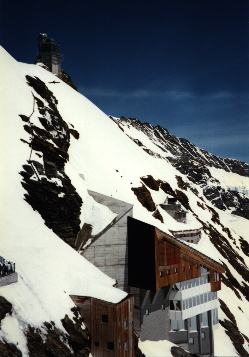
Jungfraujoch.

El miedo que causaban las montañas en la Edad Media acabó en el siglo XVIII y siglo XIX para dejar lugar al romanticismo y la exaltación de la naturaleza. Es un mundo sorprendido que escucha hablar a los primeros viajeros de las maravillas de la naturaleza, de los gigantes de hielo, de glaciares y de cascadas, así como de las tradiciones de las poblaciones de montaña hasta ese entonces ignoradas y desconocidas. Si el interés fue primero por la naturaleza artística o científica, la situación evolucionó durante el siglo XIX. La aparición de los primeros turistas suscitó el desarrollo, el cual se prosigue aún de nuestros días. 
Las condiciones de vida de las poblaciones de montaña cambiaron en la región de la Jungfrau, así como en la de Aletsch. En otros tiempos agrícolas, las sociedades se transformaron en prestatarias de servicios. Es el turismo estival que se desarrolla en primer lugar. A finales del siglo XIX, todas las principales montañas de la región fueron escaladas, comenzando por la Jungfrau en 1811, y terminando por el Fieschhorn en 1885.
Hay que esperar hasta los años 1930 para que el esquí se convierta en un deporte popular y provoque un desplazamiento del polo de la actividad turística del verano al invierno. 
El Oberland bernés conoce en los años 1870-1914 -desde los años 1950 de nuevo- una verdadera euforia de tren ligada al desarrollo turístico. Es durante el primer período que es construido el ferrocarril de la Jungfrau, concebido en un principio para funcionar con energía eléctrica. El tren lleva al viajero de la Kleine Scheidegg a 2061 m al Jungfraujoch a 3454 m de altura, siguiendo un trazado que pasa al interior de las masas rocosas del Eiger y del Mönch. Las obras fueron empezadas en 1896 y la estación del Jungfraujoch fue inaugurada el 1 de agosto de 1912. La ferrovía de la Jungfrau, demuestra una proeza técnica y crea un monumento histórico, que reflejan el espíritu de la época. Estaba también previstas la construcción de un ascensor y de escaleras en caracol para llegar hasta la cima de la Jungfrau. 

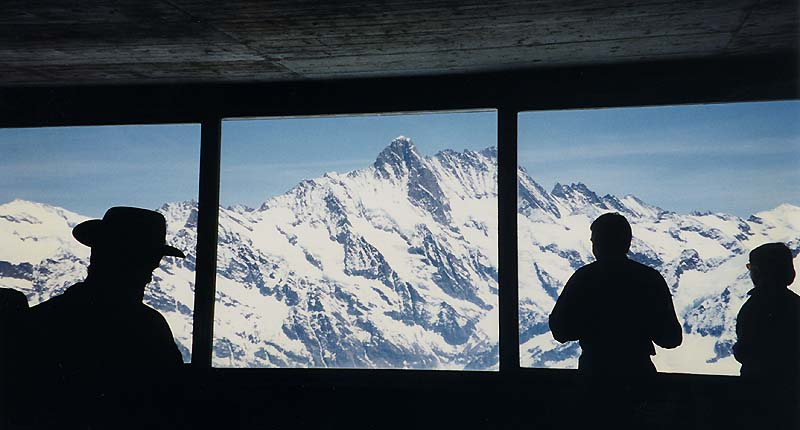
Vista de la Jungfrau desde la estación Eismeer.

El impresionante paisaje de la región de la Jungfrau-Aletsch-Bietschhorn ha jugado un papel importante en la literatura, el arte, el alpinismo y el turismo alpino de Europa. Las cualidades estéticas de la región atraen una gran clientela internacional y la región es reconocida como una de las zonas montañosas más espectaculares del mundo.
Los Alpes berneses y valaisanos son un centro internacional de turismo alpino y de alpinismo desde el siglo XVIII. A diferencia de los alrededores, el sitio (Jungfrau-Aletsch-Bietschhorn) es solo accesible por carretera y teleférico hasta su perímetro. La única excepción es el tren de la Jungfraujoch, gracias al cual unos 600.000 visitantes al año llegan hasta el panorama situado a cuatro kilómetros al interior del límite norte del sitio. Una pequeña cantidad de estos visitantes penetran en el sitio para esquiar o caminar, y utiliza uno u otro de los 23 refugios alpinos de la región. En el sitio no hay residentes permanentes, con excepción del personal de mantenimiento de la estación de búsqueda atmosférica que se encuentra cerca de la última estación de la Jungfraujoch. Algunas granjas son ocupadas en verano a lo largo del perímetro sur y en el valle de Stechelberg en el límite noroeste del sitio. Pequeños rebaños de ovejas y de bovinos pastan en las praderas alpinas en verano. Alrededor del 95% de la región se encuentra en estado natural y no se encuentra ningún acondicionamiento con excepción de los caminos pedestres, las pistas de esquí y los refugios de montaña.

## Flora y fauna

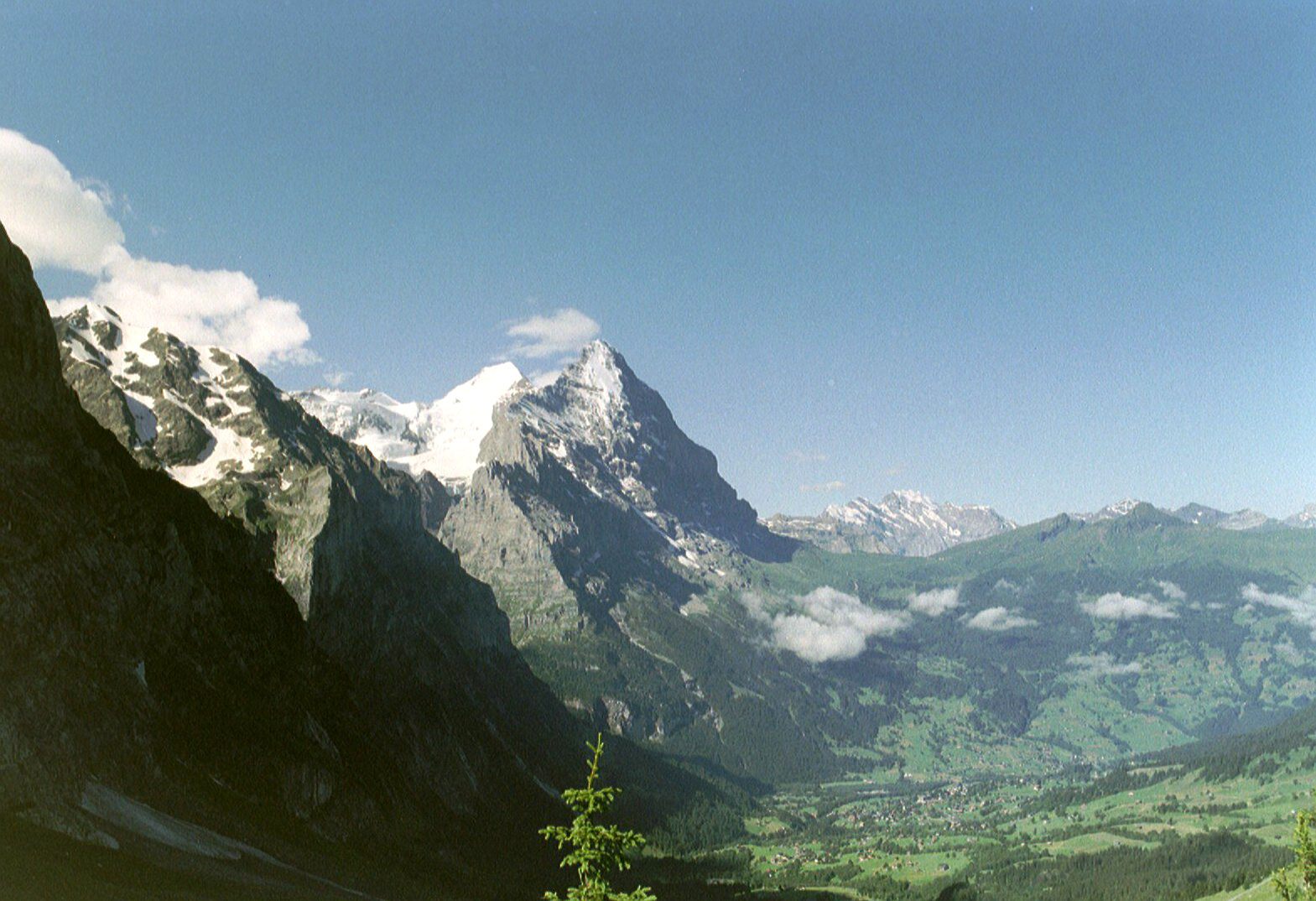
Grindelwald (vertiente norte).

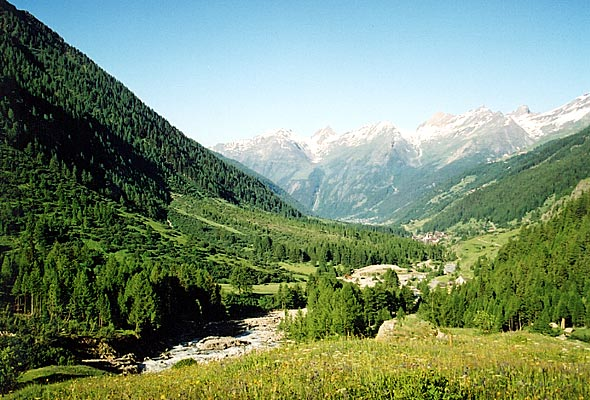
Lötschental (vertiente sur).

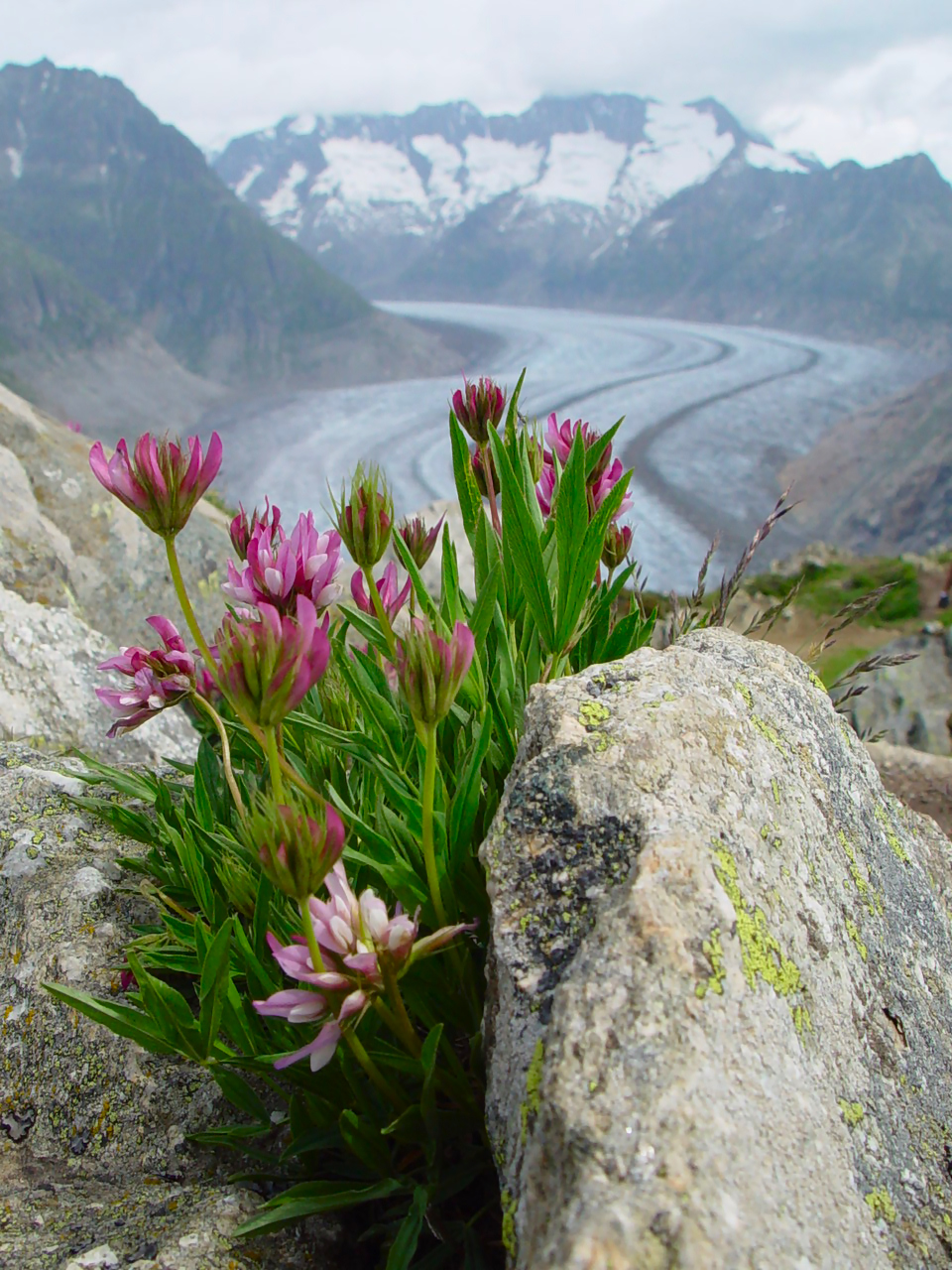
Trifolium alpinum.

En la orquilla latitudinal y en razón de su exposición a la sequedad al sur y la humedad al norte, la región del Jungfrau-Aletsch-Bietschhorn presenta una vasta gama de fauna y flora de hábitats alpinos y subalpinos. Sobre los dos sustratos de rocas cristalinas y carbonizadas, varios ecosistemas han evolucionado sin la intervención del hombre. Se encuentran por ejemplo sucesiones ecológicas, incluyendo las líneas alta y baja de árboles del bosque de Aletsch. El fenómeno del cambio climático queda bien ilustrado en la región, como se ve en las tasas variables de retroceso de los diferentes glaciares que proporcionan ellos mismos los nuevos sustratos para la sucesión ecológica en curso. 
Las informaciones reflejan la diversidad florística de los pisos alpino y nevado. En total, se encontraron 529 especies de fanerógamas y de helechos. El promedio suizo de número de especies censadas para el conjunto de los sectores de gran altitud es de 352 especies (548 máximo). En comparación, el número de especies catalogadas en los sectores de baja altitud es de 751 en promedio (con una máximo de 1400).
La vegetación y la fauna son principalmente alpinas, aunque varían según las pendientes, el aspecto y la elevación. La diferencia queda marcada entre la vegetación de la vertiente norte y la de la vertiente sur. Sobre la vertiente norte, los bosques de baja altitud se componen esencialmente de árboles como hayas, fresnos, alisos, olmos y abedules. La vertiente sur es demasiado seca para el haya, el cual es reemplazado por el pino silvestre. Sobre el lado norte, el piso subalpino está dominado por el pino de Noruega acompañado de serbales de cazadores, abedules plateados y de pinos piñeros, y del lado sur por especies más continentales como el alerce europeo sobre suelos jóvenes. Hay una zona particularmente interesante de pinos piñeros a proximidades del frente del glaciar Aletsch, donde la sucesión vegetal sobre la decrecida del glaciar es estudiada desde hace más de 100 años. Encima de la línea de árboles, se encuentran varias zonas de matorrales de rhododendrones, praderas alpinas y vegetación de tundra, y sobre las pendientes meridionales la vegetación es de estepa. 
La fauna de la región del Jungfrau-Aletsch-Bietschhorn es típicamente alpina y presenta una gran variedad de especies: cabras, linces y el ciervos comunes (todos estos reintroducidos), corzos, gamuzas y marmotas, así como numerosos reptiles y anfibios (por ejemplo la salamandra de los Alpes). También se encuentra una gama representativa de aves alpinos como el águila real, cernícalo común, chova piquirroja, perdiz de los Alpes, trepador escalador, buitre quebrantahuesos, lechuza europea, gallina lira, gorrión y varias especies de pájaros carpinteros.

## Estado de conservación
La delimitación del lugar está pensada para hacer innecesaria cualquier tipo de barrera artificial. Su extensión exacta está pensada para evitar recurrir a barreras artificiales, y aprovechar, en la medida de lo posible, las barreras naturales, incluso si para conseguirlo es necesario ampliar los límites de la zona protegida. La principal amenaza podría provenir de la construcción de instalaciones turísticas para la práctica de esquí en el sitio, pero gracias a su estatus jurídico, esto no es posible ni a corto, ni a mediano plazo. Sin embargo, el sitio queda contiguo a varias estaciones de esquí, ya equipadas de instalaciones turísticas (regiones de Wengernalp, Kleine Scheidegg, Eigergletscher y la planicie de Aletsch-Belalp). En otras regiones periféricas, debido a las condiciones naturales (avalanchas, caídas de piedras y de hielo) o al estatus jurídico en vigor. La construcción de nuevas infraestructuras está prohibida, por lo que aún ningún tapón es necesario en la zona. 

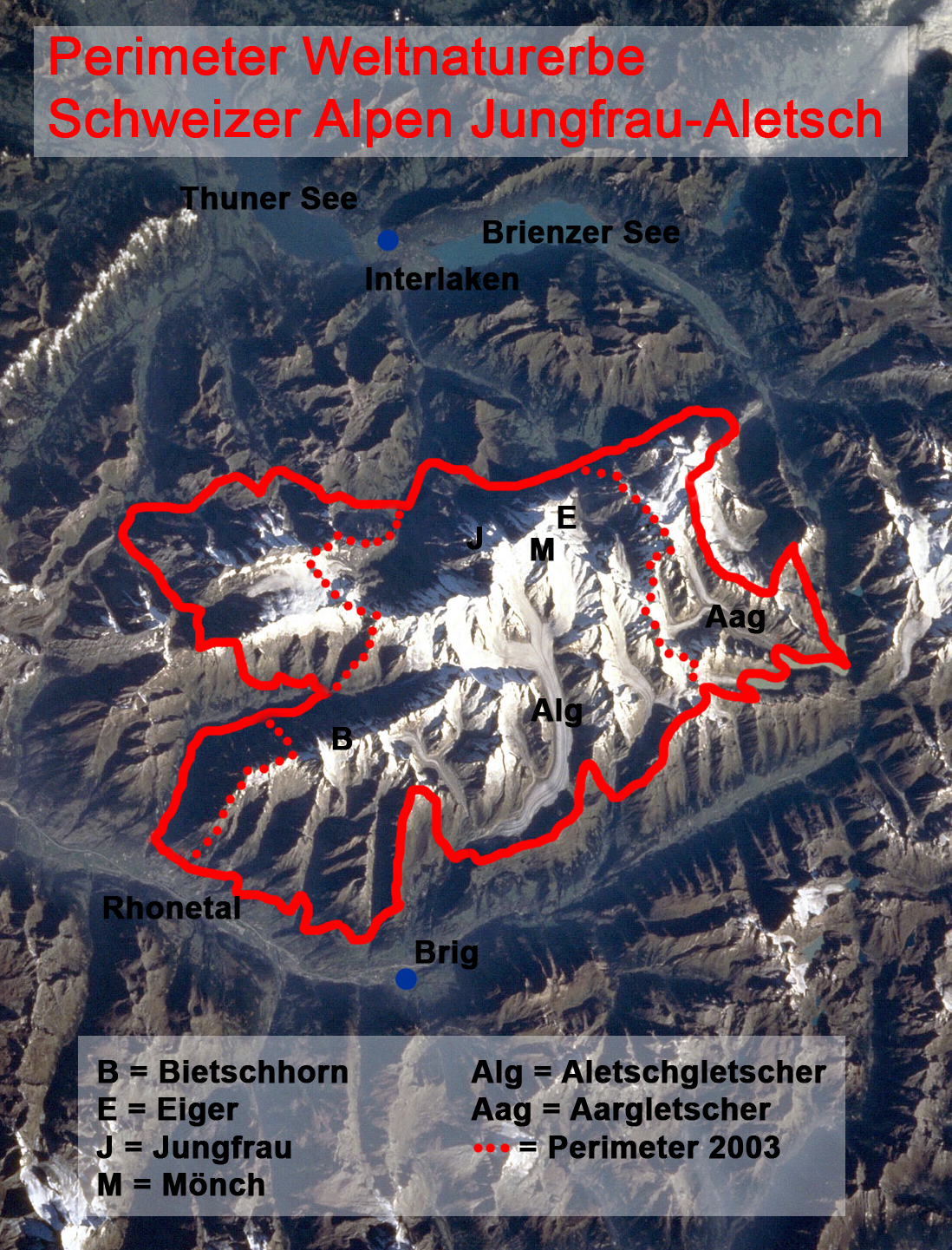
Mapa del área protegida.

La eliminación de materias fecales implica un gran problema en las cabañas que son muy frecuentadas. Sin embargo, las autoridades hacen todo lo posible para solucionar el problema. En el Jungfraujoch, las instalaciones fueron adaptadas, las aguas residuales son enviadas vía la Kleine Scheidegg hacia la estación de depuración de aguas residuales de Grindelwald. 
En las fronteras del sitio, la silvicultura está hoy regida según algunos principios de durabilidad, ya que se trata casi que únicamente de forestas protegidas. Se trata entonces de rebajar la explotación para mantener las forestas estables. 
La mayor parte del sitio está protegido naturalmente por su topografía y por su altitud. Gran parte de los sectores del sitio son inaccesibles tanto en verano como en invierno a aquellos que no disponen de la experiencia y el equipo necesario. El sitio no se presta tampoco para los deportes de moda como el kayak o la bicicleta todo terreno. 
En fronteras del sitio, pero todavía al interior de este, se encuentra el dique de Gibidum que represa las aguas del río Massa, que drena las aguas de la región de Aletsch. El agua acumulada es enviada a Bitsch, en el valle del Ródano. Actualmente no se prevén nuevas digas para la explotación hídrica del lugar, afortunadamente no son muchos los sitios que se prestan para este tipo de construcción. 
El recalentamiento climático global que se manifiesta desde mediados del siglo XIX es un fenómeno conocido. Este fenómeno está acompañado por la retirada general de los glaciares a escala mundial, por lo que también es observable en el sitio. Aún se ignora si el cambio climático es de origen natural, humano o mixto; según ciertos indicios, este resulta del reforzamiento del efecto invernadero natural, del cual la causa exacta está aún por buscar, aunque es casi obvio que se debe al aumento de gases de efecto invernadero de origen humano o causados por este.

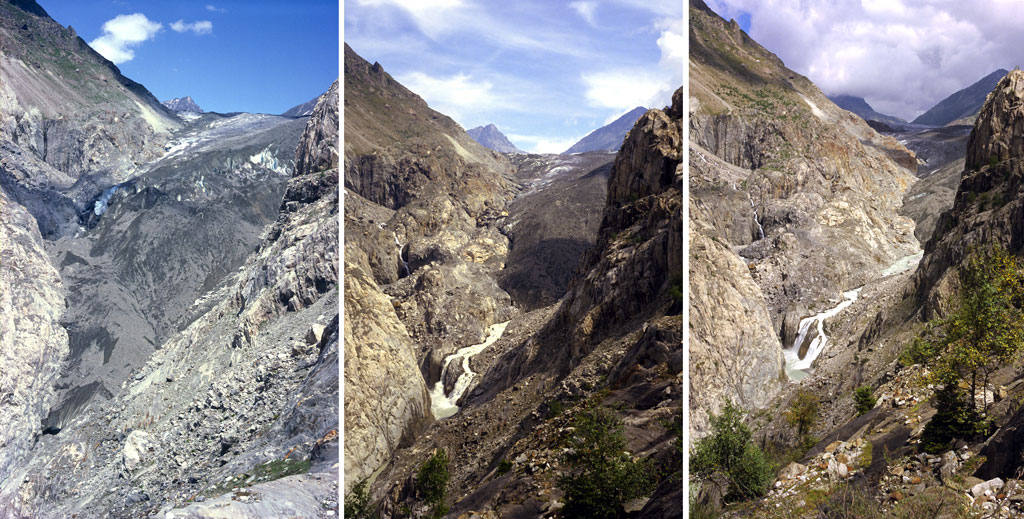
Glaciar de Aletsch en 1979, 1991 y 2002.

Las medidas de las oscilaciones de los glaciares en el período de referencia entre 1850 y 1973 permiten calcular escenarios de la fundida de los glaciares. Igual si la línea de equilibrio tuviera que subir de tan solo 100 metros, solo sobrevivirían tres cuartos de la superficie glaciar de 1973. En consecuencia los riesgos de caídas de piedras y de avalanchas de hielo crecerían. Estos fenómenos podrían alcanzar algunas construcciones e instalaciones situadas tanto al interior como al exterior del sitio, además habría que cambiar el régimen hídrico, ya que la mayor parte del agua consumida en la región proviene de los glaciares. 
El cambio climático tendrá también un efecto sobre el reino vegetal. Los límites de la vegetación aumentarán de altitud. Estas transformaciones escapan a cualquier mesura de planificación, ya que el fenómeno es global. En el peor de los casos la naturaleza no sería destruida, sino modificada, aunque el sitio podría perder el valor que hoy reviste.